# Gaultheria jingdongensis
Gaultheria jingdongensis är en ljungväxtart som beskrevs av Rhui Cheng Fang. Gaultheria jingdongensis ingår i släktet Gaultheria och familjen ljungväxter. Inga underarter finns listade i Catalogue of Life.